# Raúl Ramírez
Pour les articles homonymes, voir Ramírez.
Raúl Ramírez, né le 20 juin 1953 à Ensenada, est un ancien joueur de tennis professionnel mexicain.

## Biographie
Il a battu deux numéro un mondiaux : Ilie Năstase en 1973 et Jimmy Connors en 1976.
Il a épousé en 1981 Maritza Sayalero Fernández, Miss Univers 1979.

## Parcours dans les tournois duGrand Chelem

### En simple
| Année | Open d'Australie | Open d'Australie | Internationaux de France | Internationaux de France | Wimbledon       | Wimbledon     | US Open         | US Open       | Open d'Australie | Open d'Australie |
| ----- | ---------------- | ---------------- | ------------------------ | ------------------------ | --------------- | ------------- | --------------- | ------------- | ---------------- | ---------------- |
| 1971  | —                | —                | —                        | —                        | —               | —             | 1er tour (1/64) | S. Smith      | n.o.             | n.o.             |
| 1972  | —                | —                | —                        | —                        | —               | —             | 3e tour (1/16)  | S. Mayer      | n.o.             | n.o.             |
| 1973  | —                | —                | 2e tour (1/32)           | P. Dent                  | 1er tour (1/64) | P. Marzano    | 3e tour (1/16)  | C. Richey     | n.o.             | n.o.             |
| 1974  | —                | —                | 1/4 de finale            | B. Borg                  | 2e tour (1/32)  | P. Dominguez  | 1/8 de finale   | K. Rosewall   | n.o.             | n.o.             |
| 1975  | —                | —                | 1/4 de finale            | E. Dibbs                 | 1/4 de finale   | J. Connors    | 1/8 de finale   | I. Năstase    | n.o.             | n.o.             |
| 1976  | —                | —                | 1/2 finale               | H. Solomon               | 1/2 finale      | I. Năstase    | 2e tour (1/32)  | C. Dowdeswell | n.o.             | n.o.             |
| 1977  | —                | —                | 1/2 finale               | G. Vilas                 | 2e tour (1/32)  | Ti. Gullikson | 1er tour (1/64) | R. Ycaza      | —                | —                |
| 1978  | n.o.             | n.o.             | 1/4 de finale            | B. Borg                  | 1/4 de finale   | J. Connors    | 1/4 de finale   | B. Borg       | —                | —                |
| 1979  | n.o.             | n.o.             | 1er tour (1/64)          | S. Mayer                 | 2e tour (1/32)  | S. Mayer      | 1er tour (1/64) | P. Dupré      | —                | —                |
| 1980  | n.o.             | n.o.             | 1/8 de finale            | Gildemeister             | 1er tour (1/64) | S. Glickstein | 1er tour (1/64) | B. Teacher    | —                | —                |
| 1981  | n.o.             | n.o.             | 1er tour (1/64)          | C. Kirmayr               | 2e tour (1/32)  | J. McEnroe    | 2e tour (1/32)  | G. Vilas      | —                | —                |
| 1982  | n.o.             | n.o.             | —                        | —                        | —               | —             | 2e tour (1/32)  | van der Merwe | —                | —                |
| 1983  | n.o.             | n.o.             | —                        | —                        | 1er tour (1/64) | C. Motta      | —               | —             | —                | —                |

N.B. : à droite du résultat se trouve le nom de l'ultime adversaire.

### En double
| Année | Open d'Australie | Open d'Australie | Internationaux de France    | Internationaux de France | Wimbledon                 | Wimbledon              | US Open                   | US Open                  | Open d'Australie | Open d'Australie |
| ----- | ---------------- | ---------------- | --------------------------- | ------------------------ | ------------------------- | ---------------------- | ------------------------- | ------------------------ | ---------------- | ---------------- |
| 1971  | —                | —                | —                           | —                        | —                         | —                      | 1er tour (1/32) Loyo Mayo | C. Dibley G. Masters     | n.o.             | n.o.             |
| 1972  | —                | —                | —                           | —                        | 1/4 de finale Machette    | B. Hewitt F. McMillan  | 2e tour (1/16) Machette   | R. Emerson R. Laver      | n.o.             | n.o.             |
| 1973  | —                | —                | 1er tour (1/32) M. Lara     | Gottfried D. Stockton    | 1/8 de finale Machette    | J. Connors I. Năstase  | 1/2 finale T. Gorman      | R. Emerson R. Laver      | n.o.             | n.o.             |
| 1974  | —                | —                | 2e tour (1/16) Gottfried    | T. Vázquez G. Vilas      | 1/4 de finale Gottfried   | C. Drysdale T. Okker   | 1/4 de finale Gottfried   | Newcombe T. Roche        | n.o.             | n.o.             |
| 1975  | —                | —                | Victoire Gottfried          | J. Alexander P. Dent     | 2e tour (1/16) Gottfried  | C. Pasarell R. Tanner  | 1/8 de finale Gottfried   | R. Cano B. Prajoux       | n.o.             | n.o.             |
| 1976  | —                | —                | Finale Gottfried            | F. McNair S. Stewart     | Victoire Gottfried        | R. Case G. Masters     | 2e tour (1/16) Gottfried  | B. Bertram B. Mitton     | n.o.             | n.o.             |
| 1977  | —                | —                | Victoire Gottfried          | W. Fibak J. Kodeš        | 1er tour (1/32) Gottfried | J. Delaney S. Menon    | Finale Gottfried          | B. Hewitt F. McMillan    | —                | —                |
| 1978  | n.o.             | n.o.             | 1/2 finale Gottfried        | G. Mayer H. Pfister      | 1/4 de finale F. McNair   | P. Fleming J. McEnroe  | 1er tour (1/32) F. McNair | Edmondson J. Marks       | —                | —                |
| 1979  | n.o.             | n.o.             | 1/4 de finale Gottfried     | A. Ashe D. Stockton      | Finale Gottfried          | P. Fleming J. McEnroe  | 2e tour (1/16) Gottfried  | F. González E. Teltscher | —                | —                |
| 1980  | n.o.             | n.o.             | Finale Gottfried            | V. Amaya H. Pfister      | 1/4 de finale Gottfried   | P. McNamara P. McNamee | —                         | —                        | —                | —                |
| 1981  | n.o.             | n.o.             | 1er tour (1/32) Gottfried   | C. Mayotte R. Meyer      | 1/8 de finale Gottfried   | I. El Shafei J. Feaver | 2e tour (1/16) Winitsky   | M. Bauer J. Benson       | —                | —                |
| 1982  | n.o.             | n.o.             | —                           | —                        | —                         | —                      | 1/2 finale Gottfried      | V. Amaya H. Pfister      | —                | —                |
| 1983  | n.o.             | n.o.             | —                           | —                        | —                         | —                      | —                         | —                        | —                | —                |
| 1984  | n.o.             | n.o.             | —                           | —                        | —                         | —                      | —                         | —                        | —                | —                |
| 1985  | n.o.             | n.o.             | —                           | —                        | —                         | —                      | —                         | —                        | —                | —                |
| 1986  | n.o.             | n.o.             | 1er tour (1/32) D. Stockton | D. Cahill Kratzmann      | —                         | —                      | —                         | —                        | n.o.             | n.o.             |

N.B. : le nom du ou de la partenaire se trouve sous le résultat ; le nom des ultimes adversaires se trouve à droite.

## Participation aux Masters

### En double
| Année | Ville    | Surface         | Partenaire      | Résultats | Résultat final |
| ----- | -------- | --------------- | --------------- | --------- | -------------- |
| 1976  | Houston  | Moquette indoor | Brian Gottfried | 1v, 1d    | Finaliste      |
| 1977  | New York | Moquette indoor | Brian Gottfried | 0v, 1d    | Demi-finaliste |